# Tiêu liêu đầm lầy
Tiêu liêu đầm lầy (danh pháp hai phần: Cistothorus palustris) là loài chim hót Bắc Mỹ nhỏ bé thuộc Họ Tiêu liêu. Con trưởng thành có phần trên màu nâu với bụng và hai bên sườn màu nâu sáng và hai bên sườn và cổ và ngực màu trắng. Lưng có màu đen với sọc trắng. Chúng có một chóp đen với một dòng trắng trên mắt và mỏ ngắn và mỏng.
Điệu hót của con trống có âm lượng lớn được sử dụng để tuyên bố quyền sở hữu lãnh thổ, các con sinh sống ở phía tây nam có một âm tiết đa dạng hơn.
Môi trường sống sinh sản của chúng là đầm lầy với thảm thực vật cao như đuôi mèo trên khắp Bắc Mỹ. Ở miền Tây Hoa Kỳ, một số con ở cố định một chỗ còn số khác thì di chuyển đến các đầm lầy và đầm lầy nước mặn ở miền Nam nước Mỹ và Mexico.
Chúng tìm thức ăn tích cực trong thảm thực vật, đôi khi bay lên để bắt côn trùng lúc đang bay. Chúng chủ yếu ăn côn trùng, nhện và ốc sên.
Tổ là một khối u hình bầu dục gắn liền với thảm thực vật đầm lầy, được nhập từ phía bên. Một lứa bình thường là 4-6 trứng, mặc dù số lượng có thể dao động từ 3-10 quả. Con trống xây dựng tổ không sử dụng trong lãnh thổ của mình. Con trống có thể mổ thủng trứng của các loài chim khác làm tổ gần đó.
Chim này vẫn còn phổ biến, mặc dù số lượng của nó đã suy giảm với sự mất mát môi trường sống của vùng đất ngập nước phù hợp.